# Osculum Obscenum
Osculum Obscenum är det svenska death metal-bandet Hypocrisys andra studioalbum, släppt 1993. Omslagsbilden skapades av Wes Benscoter.

## Låtlista
1. "Pleasure of Molestation" − 6:01
2. "Exclamation of a Necrofag" − 5:07
3. "Osculum Obscenum" − 5:07
4. "Necronomicon" − 4:14
5. "Black Metal" (Venom-cover) − 2:54
6. "Inferior Devoties" − 4:42
7. "Infant Sacrifices" − 4:15
8. "Attachment to the Ancestor" − 5:35
9. "Althotas" − 4:21

## Medverkande
- Masse Broberg – sång
- Peter Tägtgren – gitarr, keyboard, sång
- Mikael Hedlund – basgitarr
- Lars Szöke – trummor